# 葛塚 (新潟市)
葛塚 （くずつか）は、新潟県新潟市北区の町字。郵便番号は950-3321。

## 概要

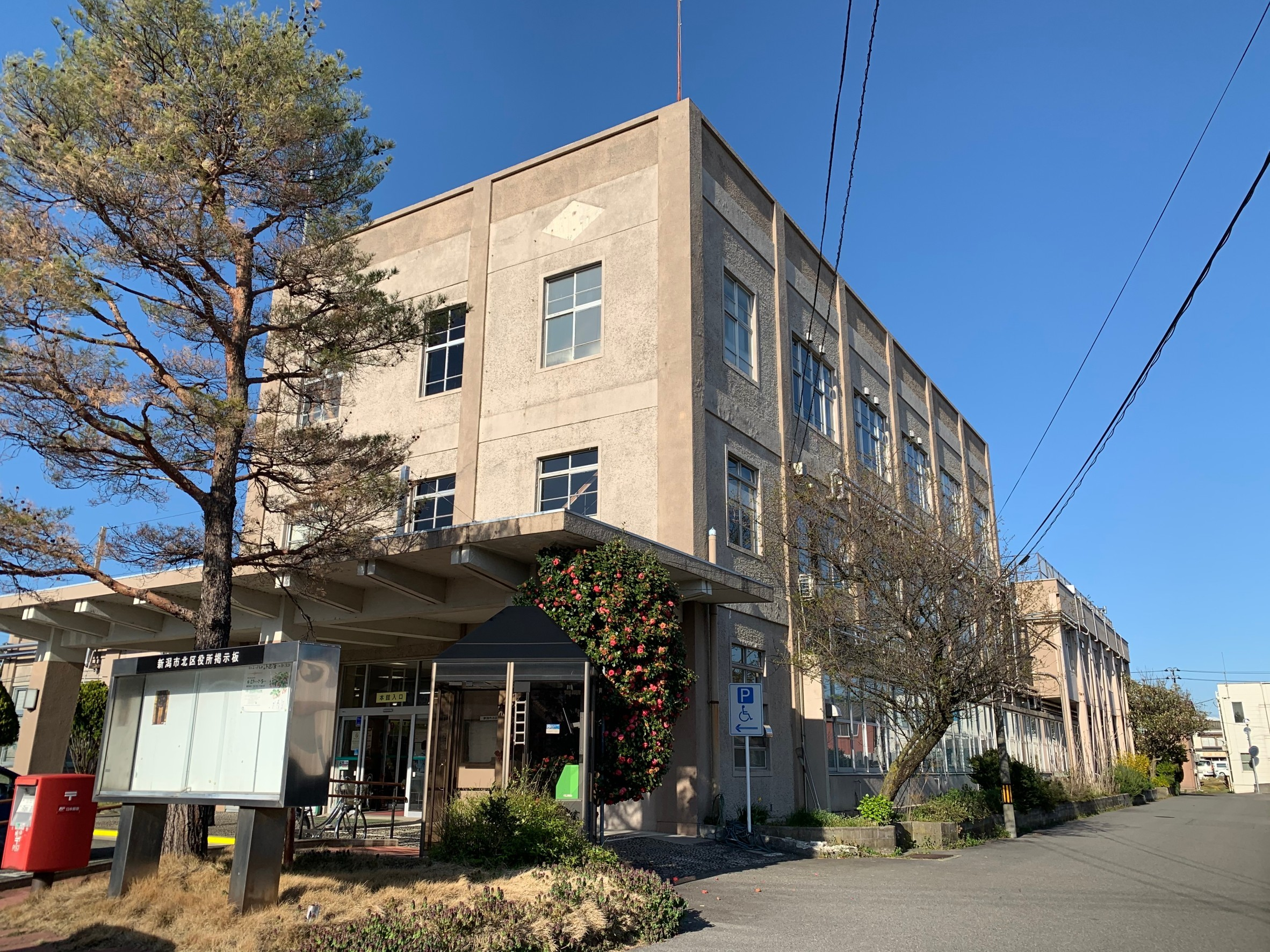
豊栄町役場→豊栄市役所→豊栄支所→北区役所の建物（2020年4月）

1901年（明治34年）まであった葛塚村の区域の一部で、1970年代から現在までに白新町・石動の全域、および柳原・東栄町・かぶとやまの一部が分立した。
JR豊栄駅の周辺に位置し、区域は豊栄駅周辺部の住居表示化による分立に伴い、白新町、石動、柳原を取り囲むような形になっている。
北西から北部を通っている日本海東北自動車道周辺部に水田が残っているほかは、すべて市街地化している。
また、2021年2月まで葛塚町役場・豊栄町役場・豊栄市役所・豊栄支所・北区役所の所在地となっていた。

### 隣接している町字
北から東回り順に、以下の町字と隣接する。
- 鳥屋
- 横井
- かぶとやま
- 太田
- 嘉山
- 東栄町
- 嘉山(街区)
- 下土地亀
- 柳原
- 白新町
- 石動
- 須戸

※ 新井郷川を挟んで川西、上土地亀と隣接。

## 歴史

### 分立した町字
1889年（明治22年）以後に、以下の町字が分立。
白新町 (はくしんちょう)
1971年（昭和46年）に分立した町字。町名は北部を通っている鉄道白新線に由来。
柳原(やなぎはら)
1982年（昭和57年）、1987年（昭和62年）、2009年（平成21年）に分立した町字。
石動(いするぎ)
1996年（平成8年）に分立した町字。新潟市編入により2005年（平成17年）に豊栄石動に改称したが、政令指定都市移行により2007年（平成19年）に石動に戻った。
かぶとやま
2006年に葛塚の一部から分立した町字。

### 年表
- 1901年（明治34年）11月1日 : 合併により葛塚村が葛塚町となったため、葛塚町の大字である葛塚となる[4]。
- 1955年（昭和30年）3月31日 : 合併により葛塚町が豊栄町となったため、豊栄町の大字となる。
- 1970年（昭和45年）11月1日 : 豊栄町が市制を施行したため、豊栄市の大字となる。
- 1971年（昭和46年）12月1日 : 葛塚字白新町であった区域の大部分が「白新町」となる[4][広報 1]。
- 1982年（昭和57年）1月ごろ : 葛塚字柳原・葛塚字上大口・葛塚字樋ノ内のそれぞれ一部が「柳原」となる[広報 2]。
- 1987年（昭和62年）10月1日 : 葛塚字下大口の一部が「柳原」となる[広報 3]。
- 1996年（平成8年）11月 : 葛塚字下大口の一部が「石動」となる。
- 2005年（平成17年）3月21日 : 合併により新潟市の大字となる。
- 2006年（平成18年）10月16日 : 葛塚字子辰高入の一部が「かぶとやま」となる[6]。
- 2007年（平成19年）4月1日 : 新潟市が政令指定都市に移行したため、新潟市北区の大字となる。
- 2009年（平成21年）10月19日 : 一部が「柳原7丁目」となる[広報 4]。

## 地域

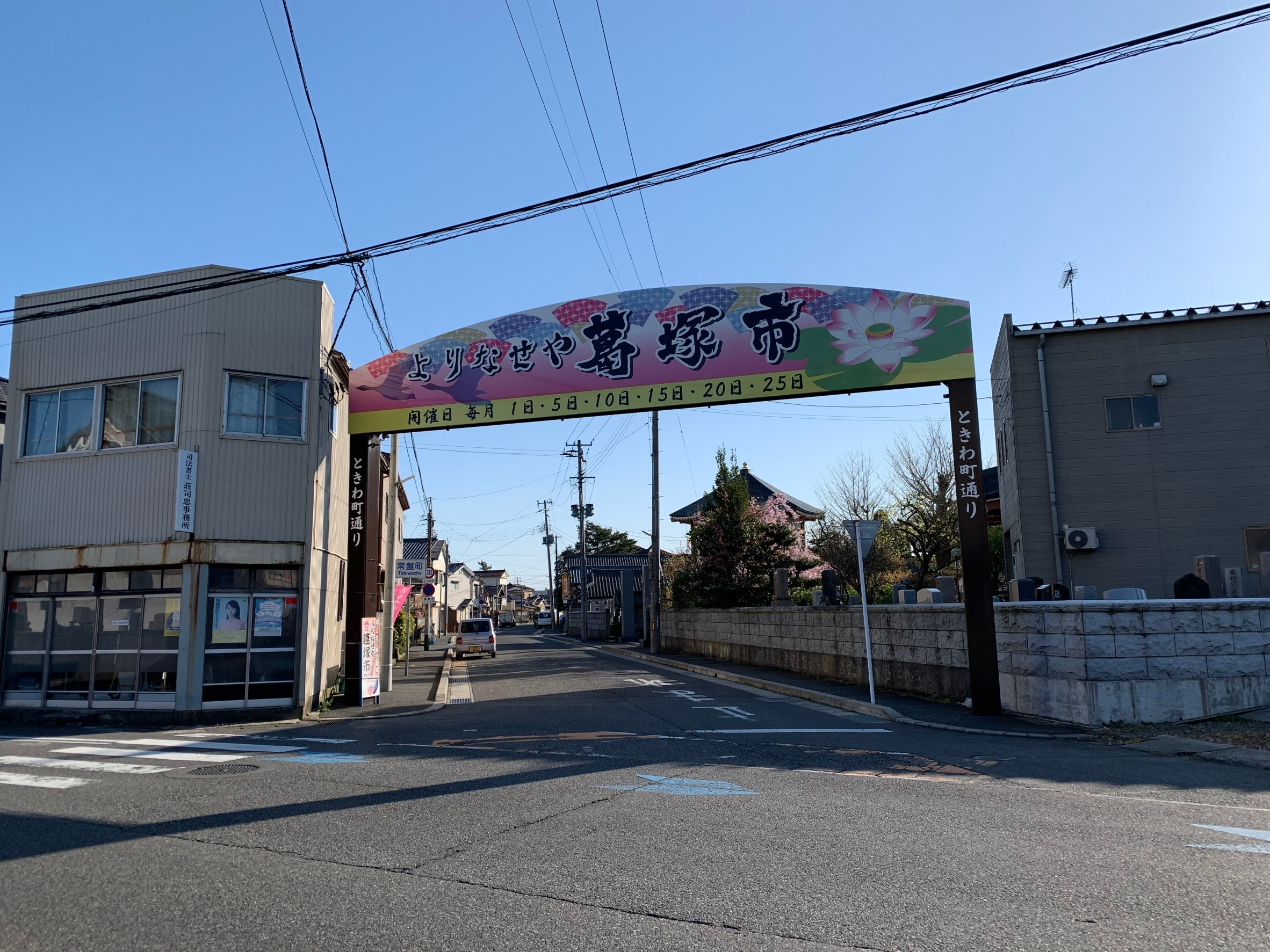
「常盤町」の表記（2020年4月）

### 自治会
| - 正尺 - 下大口 - 中大口の大部分 - 上大口 - 栄町の一部 - 相生町 - 下町 - 中町 | - 上町 - 梅ノ町 - 松ノ町 - 常磐町 - 川端町 - 下他門 - 上他門 - 樋ノ内 |

### 文化
他門の神楽
葛塚まつりで毎年奉納されている。江戸時代、庄屋親子が代官所より開市の許可書をもらって葛塚へ戻ってきた時、町衆が喜びのあまり桟俵（米俵の両端の蓋）を頭にのせて神楽を舞ったのが、始まりと伝えられている。

## 世帯数と人口
2018年（平成30年）1月31日現在の世帯数と人口は以下の通りである。
| 大字 | 世帯数    | 人口    |
| ---- | --------- | ------- |
| 葛塚 | 1,456世帯 | 3,537人 |

## 小・中学校の学区
市立小・中学校に通う場合、学区は以下の通りとなる。
| 番地 | 小学校               | 中学校             |
| --- | -------------------- | ------------------ |
| 96番地～97番地7、1245番地1～1334番地 2325番地～2331番地3、2339番地2 2352番地3～2458番地、3201番地6～3267番地3 3270番地1・2、3300番地～3392番地 3831番地、5002番地2～5066番地 | 新潟市立葛塚小学校   | 新潟市立光晴中学校 |
| 427番地2～667番地5、2053番地2 2890番地1～3201番地、3272番地～3297番地8 3393番地～3498番地3、4102番地～4895番地 5079番地～5101番地 ※3201番地は枝番等は含まず、本番だけ。      | 新潟市立葛塚東小学校 | 新潟市立葛塚中学校 |

## 主な企業・施設

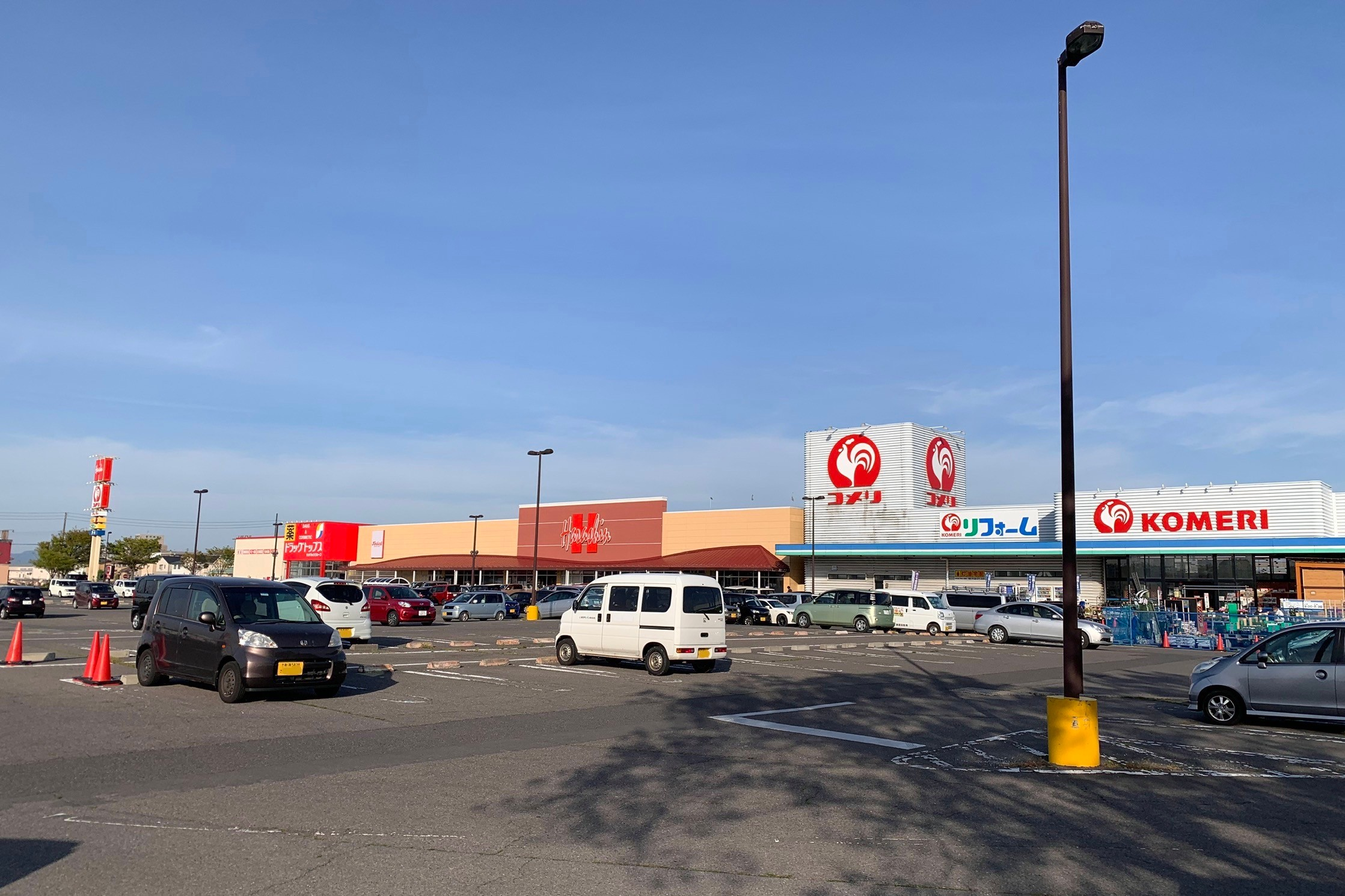
原信豊栄店・コメリホームセンター豊栄店

- 新潟市北区役所
- 新潟市消防局北消防署
- 葛塚稲荷神社
- 開市神社
- VIPシティーホール豊栄
- 豊栄ショッピングセンター
  - 原信豊栄店
  - ドラッグトップス豊栄店
  - コメリホームセンター豊栄店
  - ガスト豊栄店
  - 三宝亭豊栄店
- ヤマト運輸豊栄宅急便センター

## 交通

### 道路
高速道路
- 東日本高速道路
  - 日本海東北自動車道
    - 葛塚バスストップ

県道
- 新潟県道26号新発田豊栄線
- 新潟県道46号新潟中央環状線
- 新潟県道55号新潟五泉間瀬線
- 新潟県道264号豊栄天王線
- 新潟県道324号豊栄太夫浜線

### バス
新潟交通路線バス
- 他門 - 葛塚仲町 - 北区役所前
  - E45　豊栄駅前　行
- 豊栄駅北口 - （石動一丁目） - 豊栄ショッピングセンター
  - 芋黒　新潟医療福祉大学　行
  - 芋黒　豊栄駅北口　行

※土曜・休日・年末年始は全便運休
- 豊栄ショッピングセンター
  - 芋黒　新潟競馬場　行
  - 芋黒　豊栄駅前　行

※中央競馬開催日・場外発売日のみ運行

北区バス
- 豊栄駅北口 - （豊栄駅南口） - 青木整形外科医院前
  - （太郎代浜ルート）北区役所・文化会館　行
  - （太郎代浜ルート）新富町入口・太郎代浜　行

※土曜・休日・年末年始は全便運休
- 豊栄ショッピングセンター
  - （陽光ニュータウンルート）北区役所・文化会館　行
  - （陽光ニュータウンルート）陽光ニュータウン　行

※土曜・休日・年末年始は全便運休